# Rumunský ovčák z Bukoviny
Rumunský ovčák z Bukoviny (rumunsky Câine Ciobănesc de Bucovina) je jedním z největších a nejsilnějších pasteveckých strážních psů. Je to velmi dobrý hlídací pes. Toto plemeno bylo po řadu století šlechtěno pastýři z Karpat. Šlechtění začalo v Bukovině, regionu na severu Rumunska.
Existují tři druhy rumunských ovčáckých psů: Rumunský mioritský ovčák (staré jméno Barac), Rumunský karpatský ovčák (staré jméno Zăvod) a Rumunský ovčák z Bukoviny. Mezinárodní kynologická federace (FCI) vede toto konkrétní plemeno jako jihoevropského ovčáka.

## Historie
První standard byl Rumunskou kynologickou unií (Asociatia Chinologica Romana) napsán v roce 1982 a aktualizován v roce 2001. Současný standard, který se datuje od 29. března roku 2002, byl napsán a aktualizován podle vzoru stanoveného v roce 1987 Valným shromážděním FCI v Jeruzalémě.

## Popis
Je to přírodní plemeno s původem v Karpatech (Rumunsko a Srbsko) a jižně od Dunaje (některé oblasti Bulharska). Zvláštní pozornost věnovaná šlechtění plemene vznikla v regionech severovýchodního Rumunska, v kraji Bukovina, stejně jako v severovýchodním Srbsku – známých sezónních pastvinách pastevců. Výběr a zlepšení vedly k dnešnímu typu plemene. Toto plemeno se úspěšně používá jak pro obranu stád dobytka, tak jako hlídací pes v domácnosti v uvedených oblastech.
Rumunský ovčák z Bukoviny je dočasně uznán FCI, zatímco jeho bratranci již byli oficiálně uznáni. Rumunský ovčák z Bukoviny byl chován k ochraně stád dobytka a dokazuje, že je odvážný a velmi bojovný, když jsou na místě potenciální dravci. Je to vynikající hlídací pes, který má velmi hlubokou, silnou nedůvěru a je velice ostražitý, když cizinci vstoupí na jeho území. Během noci Rumunský ovčák z Bukoviny hlídá majetek nebo stádo. Dospělý Rumunský ovčák z Bukoviny potřebuje spoustu místa, aby mohl běžet s velkým stádem.
Toto plemeno je povahově vyvážené, klidné, velmi oddané a miluje děti. Toto plemeno silně nedůvěřuje cizincům.